# Vataireopsis speciosa
Vataireopsis speciosa är en ärtväxtart som beskrevs av Adolpho Ducke. Vataireopsis speciosa ingår i släktet Vataireopsis och familjen ärtväxter. Inga underarter finns listade i Catalogue of Life.